# Henrik II av Champagne
Henrik II av Champagne, född 29 juli 1166, död 10 september 1197, var regerande greve av Champagne.
Henrik deltog i tredje korståget och utmärkte sig utanför Akko. Han gifte sig med Isabella I av Jerusalem, tidigare gift med Konrad av Montferrat, och valdes 1192 till kung av Jerusalem. Någon verklig makt erhöll Henrik dock aldrig och han brukade inte heller kungatiteln.